# Melikgyugh
Melikgyugh là một đô thị thuộc tỉnh Aragatsotn, Armenia. Dân số ước tính năm 2011 là 1262 người.